# Shoku Nihon Kōki
Shoku Nihon Kōki (続日本後紀) é uma obra de história do Japão. Terminada em 869, é a quarta obra do conjunto conhecido como Seis Histórias Nacionais. Cobre os anos de 832 a 850. Entre os responsáveis pela obra, nota-se Fujiwara no Yoshifusa e Haruzumi no Yoshitsuna.